# Los Tele Tipos
Los Tele Tipos fue un programa humorístico de sketches español creado por Federico de Juan  y emitido por Telemadrid desde el 12 de mayo de 2014 hasta el 1 de abril de 2015.

## Sinopsis
Es una continuación del programa de sketches de Intereconomía TV, Los Clones, en el que colaboraban Federico de Juan y Luis Ignacio González. En este se parodian series y programas de actualidad como El chiringuito de Jugones, MasterChef, En el aire y muchos otros.
El 17 de diciembre de 2014 llegó a los 100 programas por lo que hicieron un episodio especial para recordar los mejores momentos. En este episodio se retransmitieron tomas falsas y los sketches favoritos. Más tarde, el 24 de diciembre del mismo año emitieron un especial de Navidad titulado "Adivina quién viene esta noche...Buena" en el cual se veían las dificultades por las que pasaba Papá Noel para entregar sus regalos a tiempo y que hacían referencia a los problemas actuales por los que estaba pasando España.
El 1 de abril de 2015 el programa dejó de emitirse. 

## Reparto[5]
- Federico de Juan. Parodia entre otros a Jorge Javier Vázquez, Josep Pedrerol,  Iker Jiménez, Risto Mejide, Matías Prats, Eduard Punset, Cristóbal Montoro, Pedro Sánchez, José María Aznar y Ned Stark.
- Luis Ignacio González. Parodia entre otros a Karlos Arguiñano, José María Íñigo, Luis del Olmo, Mariano Rajoy, Pedro Piqueras, Paco Lobatón, Jordi Hurtado y José Luis Rodríguez Zapatero.
- Alejandra Andreu. Parodia entre otros a Raquel Sánchez Silva, Rosario Flores, Azafata del Un, dos, tres, María Casado, Mónica Martínez, El pequeño Nicolás y Daenerys Targaryen.
- Javier Quero. Parodia entre otros a Pepe Rodríguez, Juan Salazar de Los Chunguitos, Antonio García Ferreras, Alberto Chicote, Kiko Matamoros, Juan Dato, Carlo Ancelotti, Rita Barberá y Theon Greyjoy.

## Parodias

### Series
- Amar en tiempos revueltos
- Amar es para siempre
- CSI: Miami
- La que se avecina
- Pocoyó
- Juego de tronos
- El chiringuito de Pepe
- Cuéntame cómo pasó
- El ministerio del tiempo

### Películas
- El megahit
- Una noche en la ópera
- Los hermanos Marx en el Oeste
- El padrino
- Ocho apellidos vascos

### Programas
- El chiringuito de Jugones
- Cifras y letras
- Supervivientes
- La voz
- Viajando con Chester
- MasterChef
- En el aire
- Tu cara me suena
- Pesadilla en la cocina
- Antena 3 Noticias
- Informativos Telecinco
- Un, dos, tres... responda otra vez
- Directísimo
- El precio justo
- Redes
- Cuarto milenio
- Saber y ganar
- Al rojo vivo
- Pasapalabra
- Karlos Arguiñano en tu cocina
- Madrileños por el mundo
- Sálvame
- Sálvame Deluxe
- El cascabel
- Tarot Esperanza Gracia
- 1000 maneras de morir
- Quién sabe dónde
- El hormiguero 3.0
- ¿Quién quiere ser millonario?
- Gran Hermano
- El club de la comedia
- En tierra hostil
- Callejeros viajeros
- Levántate
- Desafío extremo
- Ciudadano Cake
- Adán y Eva
- Ruta 179
- Juego de niños
- Los desayunos de TVE
- Carrusel deportivo
- Bricomanía
- Art Attack
- Hermano mayor
- Planeta Calleja

## Tele-Personajes parodiados
- Josep Pedrerol
- Jorge Javier Vázquez
- Raquel Sánchez Silva
- Antonio García Ferreras
- Jordi Hurtado
- Mayra Gómez Kemp
- Alfredo Amestoy
- Risto Mejide
- Pepe Rodríguez
- Carlos Sobera
- Cristina Fernández de Kirchner
- Mariano Rajoy
- Cristóbal Montoro
- Artur Mas
- Juan José Ibarretxe
- José Luis Rodríguez Zapatero
- Alfredo Pérez Rubalcaba
- Pedro Sánchez
- Alexis Tsipras
- Pablo Iglesias
- Juan Carlos Monedero
- Tania Sánchez
- Karlos Arguiñano
- José María Íñigo
- El pequeño Nicolás
- Paco Lobatón
- Esperanza Gracia
- Goyo González
- Manuel Chaves
- Matías Prats
- Eduard Punset
- María Casado
- Pedro Piqueras
- José María Aznar
- Juan Salazar de Los Chunguitos
- Antonio Jiménez
- Luis del Olmo
- Fernandisco
- Fernando Alonso
- Manel Fuentes
- Horatio Caine
- Iker Jiménez
- Carmen Porter
- Alberto Chicote
- Jalis de la Serna
- Florentino Pérez
- Rita Barberá
- Rodrigo Rato
- Jesús Calleja
- Luis de Guindos
- Jordi Pujol
- Marta Ferrusola
- Jordi Pujol Ferrusola
- Torrente
- Diego Armando Maradona
- Cake Minuesa
- Luis María Ansón
- Oriol Junqueras
- Carlos Floriano
- Pedro García Aguado
- Jesulín de Ubrique
- Kiko Matamoros
- Hermanos Marx
- Kim Jong-un
- Kristian Pielhoff
- Ned Stark
- Theon Greyjoy
- Daenerys Targaryen
- Antonio Alcántara
- Mercedes Fernández López
- Carlo Ancelotti
- Lluís Llongueras

## Invitados
- Josep Pedrerol
- Esperanza Gracia
- Goyo González
- Carla Hidalgo
- Fernando Herrán
- Ana Samboal
- Wasabi Humor
- Paco Collado

## Especiales
- Especial Nochebuena 2014: Adivina quién viene esta noche... Buena

## Premios
- Antena de Plata 2015[6][7]

## Episodios y audiencias
| N.º temporada | N.º temporada | Episodios | Estreno            | Final              |
|               | 1             | 145       | 12 de mayo de 2014 | 1 de abril de 2015 |
| Total         | Total         |           | 2014               | 2015               |